# Kaia Wøien Nicolaisen
Kaia Wøien Nicolaisen (ur. 23 listopada 1990 w Trondheim) – norweska biathlonistka, srebrna medalistka mistrzostw świata juniorów.

## Kariera
Po raz pierwszy na arenie międzynarodowej pojawiła się w 2007 roku, startując w zawodach Pucharu Europy, gdzie w sprincie była dwudziesta. Trzy lata później wystartowała na mistrzostwach świata juniorów w Torsby, gdzie wywalczyła srebrny medal w sztafecie. W zawodach Pucharu Świata zadebiutowała 20 marca 2014 roku w Oslo, zajmując 88. miejsce w sprincie. Pierwsze pucharowe punkty wywalczyła 18 grudnia tego samego roku, zajmując 29. miejsce w sprincie. W 2016 roku wystąpiła na mistrzostwach świata w Oslo, gdzie w biegu indywidualnym zajęła 73. miejsce. 29 listopada 2015 roku wspólnie z Larsem Helge Birkelandem zajęła pierwsze miejsce w zawodach Pucharu Świata w Östersund w pojedynczej sztafecie mieszanej.

## Osiągnięcia

### Mistrzostwa świata juniorów
| Rok  | Miejscowość | Konkurencje | Konkurencje | Konkurencje | Konkurencje | Konkurencje | Konkurencje | Konkurencje |
| Rok  | Miejscowość | IN          | SP          | PU          | MS          | RL          | MR          | SR          |
| ---- | ----------- | ----------- | ----------- | ----------- | ----------- | ----------- | ----------- | ----------- |
| 2010 | Torsby      | 12.         | nd.         | 6.          | nd.         | 2.          | nd.         | –           |

### Mistrzostwa świata
| Rok  | Miejscowość | Konkurencje | Konkurencje | Konkurencje | Konkurencje | Konkurencje | Konkurencje | Konkurencje |
| Rok  | Miejscowość | IN          | SP          | PU          | MS          | RL          | MR          | SR          |
| ---- | ----------- | ----------- | ----------- | ----------- | ----------- | ----------- | ----------- | ----------- |
| 2016 | Oslo        | 73.         | –           | –           | –           | –           | –           | –           |
| 2017 | Hochfilzen  | 47.         | 45.         | 21.         | –           | 11.         | –           | –           |

### Puchar Świata

#### Miejsca w klasyfikacji generalnej
| Sezon     | Miejsce |
| --------- | ------- |
| 2013/2014 | -       |
| 2014/2015 | 84.     |
| 2015/2016 | 56.     |
| 2016/2017 | 51.     |

#### Miejsca na podium
- Nicolaisen nigdy nie stanęła na podium indywidualnych zawodów PŚ.